# Koło fortuny (teleturniej)
Koło fortuny / Koło Fortuny – polski teleturniej oparty na amerykańskim formacie Wheel of Fortune emitowany na antenie TVP2 w latach 1992–1998, 2007–2009 i od 2017. Uczestnicy programu typują litery i odgadują hasła, za co zdobywają nagrody losowane na tytułowym kole.

## Format
W każdym odcinku udział bierze trzech uczestników. Gra polega na losowaniu nagród na tytułowym kole (głównie pieniężnych, ale także rzeczowych), odpowiednim dobieraniu liter i odgadywaniu haseł, stanowiąc połączenie gry w wisielca i ruletkę. Istotnymi składowymi powodzenia w grze są spostrzegawczość i szczęście.
Lokalne wersje formatu Wheel of Fortune powstały w kilkudziesięciu krajach; oryginalna, amerykańska wersja przez parę dekad utrzymywała widownię na poziomie pozwalającym na znajdowanie się w zestawieniach najczęściej oglądanych programów dystrybucji lokalnej (syndication). Program do Polski sprowadzili Wojciech Pijanowski i Paweł Hanczakowski z firmy Uni Vision na podstawie licencji Sony Pictures Entertainment. Według niektórych źródeł to pierwszy polski teleturniej zrealizowany na zagranicznej licencji, choć w latach 60. rozpoczęto emisję teleturniejów Wielka gra i 21, które bazowały na amerykańskich pomysłach.

## Prowadzący
Program prowadzi para gospodarzy, którym towarzyszy lektor. Pierwszym prowadzącym teleturniej był Wojciech Pijanowski, a pierwszą hostessą – Magda Masny. Pijanowski w okolicach początku 1995 przestał prowadzić program, następnie na krótki czas gospodarzami programu byli aktorzy Jerzy Bończak, Andrzej Kopiczyński i Paweł Wawrzecki, a w okolicach lata–jesieni 1995 roku rolę prowadzącego przejął aktor Stanisław Mikulski. Pijanowski przez ponad rok był producentem teleturnieju. Masny w 1997, ze względu na urlop macierzyński, została na dwa miesiące zastąpiona przez Annę Samusionek. W 1998 teleturniej został zdjęty z anteny. Wszystkim prowadzącym pierwszej odsłony towarzyszył lektor, do którego zwracano się imieniem Tadeusz.
|               |                     |                 |                    |                 |
| Jerzy Bończak | Andrzej Kopiczyński | Paweł Wawrzecki | Stanisław Mikulski | Anna Samusionek |
| 1995 rok      | 1995 rok            | 1995 rok        | lata 1995–1998     | 1997 rok        |

W latach 2007–2009 teleturniej prowadził Krzysztof Tyniec, a jego asystentką była Marta Piekarska, do której – w nawiązaniu do pierwszej odsłony teleturnieju – zwracano się „Magda”. W drugiej odsłonie programu lektor nie był obecny.
|                  |
| Krzysztof Tyniec |
| lata 2007–2009   |

Prowadzącymi odsłony rozpoczętej w 2017 zostali Rafał Brzozowski i Izabella Krzan, a lektorem – Grzegorz Szponder. Reaktywację programu zainaugurował prowadzący oryginalnej, amerykańskiej wersji teleturnieju, Pat Sajak, który jest z pochodzenia Polakiem (stało się to w drugim odcinku, wyemitowanym 11 września). Prowadzącym towarzyszy zespół muzyczny – RBand, w skład którego wchodzą najczęściej: Filip Sojka, Łukasz Marek, Piotr Winnicki i Piotr Matysik, a od 2018 również wokalistki: Kasia Dereń i Marta Jakubowska. Wkrótce zrezygnowano z konwencji przeplatania rozgrywek i muzyki; ostatni raz zespół zagrał z wokalistką w odcinku z początku września 2019. Z tego powodu zespół gra jedynie jingle i tusze (są to głównie przearanżowane fragmenty piosenek, które zdobyły dużą popularność). W połowie lipca 2019 poinformowano, że Brzozowski odejdzie z programu na rzecz Norbiego (zastępując go jednocześnie w Jaka to melodia?), a Krzan pozostanie w roli hostessy.
Odcinki teleturnieju emitowane wiosną 2024 – tj. ostatnie prowadzone przez Norbiego i Krzan – nagrano kilka miesięcy wcześniej. W międzyczasie, na przełomie lat 2023 i 2024, doszło do zmian w strukturach władzy Telewizji Polskiej. W czasie pierwszej po tych zmianach transzy nagrań teleturnieju nadawca oficjalnie potwierdził, że nowymi prowadzącymi teleturniej będą dziennikarka Agnieszka Dziekan i aktor Błażej Stencel.
|                  |                         |                |
| Rafał Brzozowski | Norbert „Norbi” Dudziuk | Izabella Krzan |
| lata 2017–2019   | lata 2019–2024          | lata 2017–2024 |

Rola asystentki
Tradycyjna rola asystentki prowadzącego ograniczała się do odsłaniania liter na tablicy, wspomagania go przy powitaniach i pożegnaniach widzów, a niekiedy także prezentowania nagród. Tylko takie zadania wykonywała także Izabella Krzan tuż po reaktywacji teleturnieju w roku 2017. Na przestrzeni pierwszych kilkuset wydań trzeciej odsłony jej udział w przebiegu odcinka rósł z czasem. Izabella Krzan, w szczególności odkąd prowadzenie programu przejął Norbert „Norbi” Dudziuk, poza rundami klasycznymi, kiedy stała przy tablicy, najczęściej przebywała obok prowadzącego, tworząc z nim duet i razem z nim wyjaśniała zasady rund oraz prowadziła rozmowy z uczestnikami.
Odkąd prowadzenie programu przejęli Agnieszka Dziekan i Błażej Stencel, nie ma wyraźnego podziału ról pomiędzy prowadzącymi. W części odcinków litery odsłania kobieta, a w części mężczyzna.

## Historia emisji

### Lata 1992–1998
Teleturniej po raz pierwszy nadano 2 października 1992 roku. Początkowo emitowano go o 21.40 (po wieczornym wydaniu „Panoramy”) i przerywano reklamami. Jego emisja była ciągła, tj. nie miała przerw wakacyjnych. Ostatnie wydanie tej odsłony teleturnieju ukazało się w lipcu 1998 roku. Na przestrzeni sześciu rocznych sezonów telewizyjnych wyemitowano około 850 odcinków programu.
Poniższa tabela przedstawia uogólnione pory emisji teleturnieju.
| Pory emisji teleturnieju „Koło fortuny” w latach 1992–1998 | Pory emisji teleturnieju „Koło fortuny” w latach 1992–1998 |
| Przybliżony okres                                          | Pora emisji                                                |
| ---------------------------------------------------------- | ---------------------------------------------------------- |
| 2 października 1992                                        | piątek 22.00                                               |
| od października 1992 do grudnia 1992                       | wtorek, czwartek i niedziela 21.40                         |
| od grudnia 1992 do czerwca 1993                            | wtorek, czwartek, piątek i niedziela 21.40                 |
| od czerwca 1993 do września 1994                           | poniedziałek–czwartek 18.35                                |
| od września 1994 do grudnia 1994                           | poniedziałek–czwartek 19.05                                |
| od stycznia 1995 do grudnia 1995                           | poniedziałek–środa 19.00                                   |
| od stycznia 1996 do sierpnia 1996                          | poniedziałek–wtorek 19.05                                  |
| od września 1996 do stycznia 1998                          | poniedziałek–wtorek 18.35                                  |
| od stycznia 1998 do lipca 1998                             | poniedziałek–wtorek 16.35                                  |

### Lata 2007–2009
Informacje dotyczące lat 2007–2009 pochodzą z archiwalnego programu dla prasy Telewizji Polskiej.
Pierwszy odcinek drugiej odsłony ukazał się 29 października 2007 roku. Teleturniej był emitowany w poniedziałki i wtorki o godzinie 19.00 w dwóch rocznych sezonach: 2007/2008 i 2008/2009 (z przerwami wakacyjnymi). Kilka odcinków programu pokazano także na początku jesiennego sezonu w 2009, lecz w nieco wcześniejszym paśmie – o godz. 18.00 (według archiwalnych ramówek nadano wtedy osiem premierowych i kilka powtórkowych odcinków). Mimo zapowiedzi powrotu programu, jego emisja zakończyła się w październiku 2009 roku.
| Historia emisji teleturnieju „Koło fortuny” w latach 2007–2009 | Historia emisji teleturnieju „Koło fortuny” w latach 2007–2009 | Historia emisji teleturnieju „Koło fortuny” w latach 2007–2009 | Historia emisji teleturnieju „Koło fortuny” w latach 2007–2009 | Historia emisji teleturnieju „Koło fortuny” w latach 2007–2009 | Historia emisji teleturnieju „Koło fortuny” w latach 2007–2009 |
| Sezon                                                          | Sezon                                                          | Liczba odcinków                                                | Początek emisji                                                | Koniec emisji                                                  | Pora emisji                                                    |
| -------------------------------------------------------------- | -------------------------------------------------------------- | -------------------------------------------------------------- | -------------------------------------------------------------- | -------------------------------------------------------------- | -------------------------------------------------------------- |
|                                                                | 2007/2008                                                      | 62                                                             | 29 października 2007                                           | 18 grudnia 2007                                                | poniedziałek i wtorek 19.00                                    |
| 7 stycznia 2008                                                | 2007/2008                                                      | 62                                                             | 17 czerwca 2008                                                |                                                                | poniedziałek i wtorek 19.00                                    |
|                                                                | 2008/2009                                                      | 74                                                             | 1 września 2008                                                | 16 czerwca 2009                                                | poniedziałek i wtorek 19.00                                    |
|                                                                | jesień 2009                                                    | 8                                                              | 31 sierpnia 2009                                               | 1 września 2009                                                | poniedziałek i wtorek 18.00                                    |
| 28 września 2009                                               | jesień 2009                                                    | 8                                                              | 13 października 2009                                           |                                                                | poniedziałek i wtorek 18.00                                    |

### Od roku 2017
Wraz z powrotem teleturnieju we wrześniu 2017 roku rozpoczęła się jego emisja – początkowo w rocznych sezonach telewizyjnych (z przerwami wakacyjnymi), później z przerwami zimowymi. Emisję tę podsumowuje poniższa tabela.
| Historia emisji teleturnieju „Koło fortuny” od roku 2017                                          | Historia emisji teleturnieju „Koło fortuny” od roku 2017 | Historia emisji teleturnieju „Koło fortuny” od roku 2017 | Historia emisji teleturnieju „Koło fortuny” od roku 2017 | Historia emisji teleturnieju „Koło fortuny” od roku 2017 | Historia emisji teleturnieju „Koło fortuny” od roku 2017                                         | Historia emisji teleturnieju „Koło fortuny” od roku 2017 |
| Sezon telewizyjny                                                                                 | Sezon telewizyjny                                        | Liczba odcinków                                          | Początek emisji                                          | Koniec emisji                                            | Pora emisji                                                                                      | Źródło                                                   |
| ------------------------------------------------------------------------------------------------- | -------------------------------------------------------- | -------------------------------------------------------- | -------------------------------------------------------- | -------------------------------------------------------- | ------------------------------------------------------------------------------------------------ | -------------------------------------------------------- |
|                                                                                                   | 2017/2018                                                | 257                                                      | 10 września 2017                                         | 10 czerwca 2018                                          | poniedziałek–piątek 16.30, niedziela 14.40 (od 10 września 2017 do 8 grudnia 2017)               | [ 31 ]                                                   |
| poniedziałek–piątek 16.30, sobota–niedziela i święta 14.40 (od 9 grudnia 2017 do 10 czerwca 2018) | 2017/2018                                                | 257                                                      | 10 września 2017                                         | 10 czerwca 2018                                          |                                                                                                  | [ 31 ]                                                   |
|                                                                                                   | 2018/2019                                                | 276                                                      | 1 września 2018                                          | 15 czerwca 2019                                          | poniedziałek–piątek 16.00, sobota–niedziela i święta 14.35 (od 1 września 2018 do 29 marca 2020) | [ 31 ]                                                   |
|                                                                                                   | 2019/2020                                                | 249                                                      | 2 września 2019                                          | 6 września 2019                                          | poniedziałek–piątek 16.00, sobota–niedziela i święta 14.35 (od 1 września 2018 do 29 marca 2020) | [ 31 ]                                                   |
| -                                                                                                 | 2019/2020                                                | 249                                                      | 7 września 2019                                          | 26 kwietnia 2020                                         | poniedziałek–piątek 16.00, sobota–niedziela i święta 14.35 (od 1 września 2018 do 29 marca 2020) | [ 31 ]                                                   |
|                                                                                                   | 2019/2020                                                | 249                                                      | 7 września 2019                                          | 26 kwietnia 2020                                         | sobota, niedziela i święta 14.35 (od 4 do 26 kwietnia 2020)                                      | [ 31 ]                                                   |
|                                                                                                   | 2019/2020                                                | 249                                                      | 9 maja 2020                                              | 7 czerwca 2020                                           | poniedziałek–piątek 16.00, sobota–niedziela i święta 14.35                                       | [ 31 ]                                                   |
|                                                                                                   | 2020/2021                                                | 279                                                      | 31 sierpnia 2020                                         | 5 czerwca 2021                                           | poniedziałek–piątek 16.00, sobota–niedziela i święta 14.35                                       | [ 31 ]                                                   |
|                                                                                                   | 2021/2022                                                | 239                                                      | 4 września 2021                                          | 3 maja 2022                                              | poniedziałek–piątek 16.00, sobota–niedziela i święta 14.35                                       | [ 31 ]                                                   |
|                                                                                                   | 2022/2023                                                | 241                                                      | 3 września 2022                                          | 6 maja 2023                                              | poniedziałek–piątek 16.00, sobota–niedziela i święta 14.35                                       | [ 31 ]                                                   |
|                                                                                                   | jesień 2023                                              | 90                                                       | 28 sierpnia 2023                                         | 25 listopada 2023                                        | poniedziałek–piątek 16.00, sobota–niedziela i święta 14.35                                       | [ 31 ]                                                   |
| nd.                                                                                               | 3                                                        | 24 grudnia 2023                                          | 26 grudnia 2023                                          |                                                          | poniedziałek–piątek 16.00, sobota–niedziela i święta 14.35                                       | [ 31 ]                                                   |
| nd.                                                                                               | 1                                                        | 1 stycznia 2024                                          | 1 stycznia 2024                                          |                                                          | poniedziałek–piątek 16.00, sobota–niedziela i święta 14.35                                       | [ 31 ]                                                   |
| wiosna 2024                                                                                       | 67                                                       | 2 marca 2024                                             | 7 maja 2024                                              |                                                          | poniedziałek–piątek 16.00, sobota–niedziela i święta 14.35                                       | [ 31 ]                                                   |
|                                                                                                   | jesień 2024                                              | 117                                                      | 2 września 2024                                          | 26 grudnia 2024                                          | poniedziałek–piątek 16.00, sobota–niedziela i święta 14.35                                       | [ 31 ]                                                   |
| 1 stycznia 2025                                                                                   | jesień 2024                                              | 117                                                      |                                                          |                                                          | poniedziałek–piątek 16.00, sobota–niedziela i święta 14.35                                       | [ 31 ]                                                   |
| wiosna 2025                                                                                       | 76                                                       | 3 marca 2025                                             | 18 maja 2025                                             |                                                          | poniedziałek–piątek 16.00, sobota–niedziela i święta 14.35                                       | [ 31 ]                                                   |

Uwagi:
- Latem 2019 roku program miał standardową przerwę wakacyjną[31]. Rozpoczęcie sezonu 2019/2020 (pierwszego z Norbim jako prowadzącym[38]) promowano z pominięciem premierowych wydań nadanych w dniach 2–6 września (pięciu niewyemitowanych wcześniej odcinków z Rafałem Brzozowskim w roli prowadzącego)[39][33].
- Ze względu na pandemię koronawirusa (a w związku z tym wstrzymanie nagrań) pod koniec marca 2020 roku zmieniono częstotliwość emisji teleturnieju. Regularna emisja trwała do 29 marca, następnie premierowe odcinki teleturnieju emitowane były tylko w weekendy i święta (w dni robocze – powtórki)[31]. Po 26 kwietnia przez kolejne dwa tygodnie powtórki nadawano każdego dnia[31]. Premierowe odcinki programu wróciły do emisji (codziennej) w sobotę, 9 maja[31].

Ponadto od roku 2017 w serwisie TVP VOD nadawca udostępnia nowe odcinki teleturnieju (po ich emisji w telewizji), jednak starsze wydania (wyemitowane rok–dwa lata wcześniej) są wycofywane z platformy z uwagi na ograniczenia licencyjne.
W programie dla prasy i przewodnikach telewizyjnych przy numerach poszczególnych odcinków pojawiają się dopiski „ed.”.
| Zestawienie notacji „ed.” | Zestawienie notacji „ed.”         | Zestawienie notacji „ed.”   | Zestawienie notacji „ed.”   |
| Dopisek                   | Numery odcinków (dot. 3. odsłony) | Data emisji                 | Data emisji                 |
| Dopisek                   | Numery odcinków (dot. 3. odsłony) | pierwszego odcinka          | ostatniego odcinka          |
| Dopisek                   | Numery odcinków (dot. 3. odsłony) | oznaczonego danym dopiskiem | oznaczonego danym dopiskiem |
| ------------------------- | --------------------------------- | --------------------------- | --------------------------- |
| „ed. 3”                   | 1–155                             | 10 września 2017            | 27 lutego 2018              |
| „ed. 4”                   | 156–257                           | 28 lutego 2018              | 10 czerwca 2018             |
| „ed. 5”                   | 258–383                           | 1 września 2018             | 6 stycznia 2019             |
| „ed. 6”                   | 384–538                           | 7 stycznia 2019             | 6 września 2019             |
| „ed. 7”                   | 539–664                           | 7 września 2019             | 10 stycznia 2020            |
| „ed. 8”                   | 665–824                           | 11 stycznia 2020            | 11 października 2020        |
| „ed. 9”                   | 825–952                           | 12 października 2020        | 16 lutego 2021              |
| „ed. 10”                  | 953–1061                          | 17 lutego 2021              | 5 czerwca 2021              |
| „ed. 11”                  | 1062–1193                         | 4 września 2021             | 13 stycznia 2022            |
| „ed. 12”                  | 1194–1457                         | 14 stycznia 2022            | 10 lutego 2023              |
| „ed. 13”                  | 1458–1702                         | 11 lutego 2023              | 7 maja 2024                 |
| „ed. 14”                  | 1703–1895                         | 2 września 2024             | 18 maja 2025                |

## Oglądalność w telewizji linearnej
Oglądalność programu w styczniu i pierwszej połowie lutego 2008 roku wyniosła średnio 2,9 mln widzów (20% udziału w paśmie).
Oglądalność trzeciej odsłony teleturnieju przez cztery lata (2017–2021) utrzymywała się na poziomie ok. 1,5 miliona widzów dziennie (zapewniając nadawcy średni udział w paśmie na poziomie ok. 17%), choć widownia odcinków nadawanych w weekendy przekraczała poziom 2,5 miliona osób (i zapewniała nadawcy ok. 23% udziału w paśmie). W sezonie 2021/2022 średnia widownia premierowych emisji wyniosła 1,22 mln osób (14,1% udziału w paśmie); ponownie najlepsze wyniki osiągały wydania pokazane w niedziele. W sezonie 2022/2023 premiery teleturnieju śledziło średnio 1,07 mln widzów (SHR: 13,4%), a jesienią 2023 roku – 895 tys. (SHR: 12,2%). Wiosną 2025 roku średnia widownia wyniosła 777 tys. widzów (SHR: 10,9%).

## Nagrody
Program trzykrotnie nominowano do Telekamer „Tele Tygodnia”: w 2018, 2019 i 2020 roku.

## Zasady gry od roku 2017
Trzech graczy zajmuje stanowiska oznaczone kolorami kolejno różowym, turkusowym i żółtym. Każdy uczestnik ma przyporządkowany wskaźnik, który pokazuje wylosowaną wartość. Zadaniem zawodników jest odgadywanie haseł poprzez odsłanianie kolejnych liter; otrzymują za to nagrody znajdujące się na tytułowym kole (głównie pieniężne, ale także rzeczowe).
Przez pierwsze trzy miesiące trzeciej odsłony teleturnieju gra składała się z:
- rundy startowej (kto pierwszy, ten lepszy),
- rundy pierwszej (klasycznej),
- rundy drugiej (klasycznej),
- rundy trzeciej – muzycznej (kto pierwszy, ten lepszy),
- rundy czwartej (klasycznej),
- finału.

W odcinku z 14 grudnia 2017 (odcinka 83. trzeciej odsłony) rozgrywka została podzielona jest na 7 etapów. Kolejność obowiązująca w odcinkach 83–411 trzeciej odsłony była następująca:
- runda startowa (kto pierwszy, ten lepszy),
- runda pierwsza (klasyczna),
- runda druga (klasyczna),
- runda trzecia – muzyczna (kto pierwszy, ten lepszy),
- runda czwarta (ze stałą kwotą)
- runda piąta (klasyczna),
- finał;

jednak w odcinku 412. trzeciej odsłony (z 5 lutego 2019) zmieniono kolejność rund i zrezygnowano z konwencji muzycznego hasła. Wprowadzona wtedy kolejność rund przedstawia się następująco:
- runda startowa (kto pierwszy, ten lepszy),
- runda pierwsza (klasyczna),
- runda druga (ze stałą kwotą),
- runda trzecia (klasyczna),
- runda czwarta (kto pierwszy, ten lepszy),
- runda piąta (klasyczna),
- finał.

Po każdej rundzie konta graczy zerują się, ale jej zwycięzca zachowuje zdobytą kwotę na stałe. Kategorie haseł zazwyczaj są określone szczegółowo, aczkolwiek zdarzają się bardziej ogólne. Z rzadka na tablicy pojawiają się hasła jednowyrazowe – najczęściej w rundzie ze stałą stawką.
Gracz, który we wszystkich rundach zdobędzie największą sumę pieniędzy, przechodzi do finału (ewentualne nagrody rzeczowe nie są brane pod uwagę).
Obok tablicy z hasłem znajduje się dodatkowa tablica, która informuje o tym, które litery uczestnicy wypowiedzieli w danej rundzie, a których jeszcze nie wskazali (pomaga ona zawodnikom w niepowtarzaniu typowanych liter); nie jest ona jednak widoczna na ekranach telewidzów.

### Opis rund
Rundy klasyczne (obecnie rundy 1., 3., 5.)
W standardowym wariancie rundy do odgadnięcia jest jedno hasło. Za wytypowanie spółgłoski, która znajduje się w haśle, gracz otrzymuje wylosowaną nagrodę lub kwotę pomnożoną przez wielokrotność występowania odgadniętej litery w haśle (nie dotyczy nagród rzeczowych i stawek znajdujących się na polu 500?) oraz prawo do obstawiania kolejnej litery. Przywilej wytypowania samogłoski (kosztującej 200 zł bez względu na liczbę wystąpień w haśle, nawet przy nietrafieniu) przysługuje tylko po prawidłowym podaniu spółgłoski (jeśli odsłonięto wszystkie spółgłoski, to wystarczy mieć na koncie wymagane środki w trakcie swojej kolejki). Jeżeli gracz obstawi literę, która nie występuje w haśle, kołem kręci następny gracz. Zwycięzcą rundy zostaje ta osoba, która odgadła hasło i jedynie ona zachowuje pieniądze zebrane w rundzie. Zdobycze pozostałych graczy z danej rundy przepadają. W przypadku, gdy w danej rundzie hasło ma formę pytania, zwycięzca może udzielić na nie odpowiedzi – za prawidłową przyznawany jest bonus w wysokości 500 zł.
Na wszelkie decyzje (o zakręceniu kołem, kupnie samogłoski, odgadnięciu hasła) zawodnik ma 3 sekundy. W przeciwnym razie traci kolejkę. Kolejkę traci się także w przypadku podania nieprawidłowego rozwiązania, podania litery, która jest już w haśle lub samogłoski zamiast spółgłoski i spółgłoski przy zakupie samogłoski.
Kto pierwszy, ten lepszy (obecnie rundy startowa i 4.)
Gdy prowadzący poda kategorię, w haśle zaczynają pojawiać się litery. Ten gracz, który jako pierwszy naciśnie przycisk na pulpicie i odgadnie hasło, wygrywa. Jeżeli hasło będzie błędne, to prawo do odpowiedzi mają pozostali zawodnicy. Może się zdarzyć, że nikt nie odgadnie hasła.
W rundzie startowej tym sposobem wskazuje się zawodnika, który jako pierwszy zakręci kołem. Zwycięzca otrzymuje ponadto 500 zł i nagrodę rzeczową. W przypadku nierozstrzygnięcia rundy nagroda przepada, a rundę pierwszą zaczyna gracz na pierwszym (różowym) stanowisku.
W okresie, gdy tego typu rundę rozgrywano jako rundę trzecią, hasła były związane z muzyką rozrywkową bądź klasyczną (mogły nimi być np. tytuły, cytaty lub nazwy znanych wykonawców), a po zagadce następował występ prowadzącego i/lub wokalistki. Od grudnia 2017 do lutego 2019 nierozstrzygnięcie tej rundy powodowało, że rundę ze stałą kwotą zaczynał gracz na pierwszym (różowym) stanowisku. Od rezygnacji z muzycznej konwencji (w 2019) tym sposobem rozgrywa się rundę czwartą. Od zawsze jednak do zdobycia jest 1000 złotych.
Runda ze stałą stawką (obecnie runda 2.)
Do maja 2020: prowadzący, od maja 2020: wszyscy uczestnicy, dwóch uczestników lub jeden uczestnik – w zależności od wyboru graczy – losuje/losują na kole stałą w całej rundzie stawkę za spółgłoskę (wyznacza ją środkowy wskaźnik), a zawodnicy bez dalszego kręcenia kołem odsłaniają spółgłoski w haśle, otrzymując odpowiednią kwotę. Gracze mogą także wybierać samogłoski, za które w tej rundzie nie muszą płacić (po ich podaniu stan konta się nie zmienia). Po odsłonięciu liter zawodnik ma 3 sekundy na odgadnięcie hasła. Jeśli tego nie zrobi, kolejka przechodzi na kolejnego gracza. Ten, kto odgadnie hasło, wygrywa rundę. Podawanie liter w tej rundzie zaczyna osoba, która wygrała poprzednią rundę.
W tej rundzie gracze nie mogą być nagradzani nagrodą rzeczową, utratą kolejki, czy bankrutem, zatem każde wylosowanie któregoś z tych pól skutkuje anulowaniem próby i ponownym kręceniem. Anulowane próby zazwyczaj nie są pokazywane telewidzom.
Występowanie niektórych pól jest uzależnione od sytuacji na kole po poprzedniej rundzie.
Opcjonalne rundy
- Runda przyspieszona – gdy czas antenowy programu dobiega końca, zasady danej rundy (w praktyce ostatniej) zmieniają się na identyczne z regułami rundy ze stałą kwotą: wyznaczana jest stawka, która obowiązuje aż do odgadnięcia hasła (oznacza to, że jedna runda przebiega według różnych zasad). Do stycznia 2024 roku sytuacja taka wydarzyła się tylko raz[potrzebny przypis] – w odcinku nr 5 trzeciej odsłony.
- Dogrywka – rozgrywana w przypadku, gdy po ostatniej rundzie nie ma finansowego lidera (tj. przynajmniej dwóch uczestników posiada tę samą, najwyższą sumę). Odbywa się sposobem kto pierwszy, ten lepszy; zwycięzca jednak nie otrzymuje gratyfikacji finansowej, zdobywa jedynie awans do finału.

Finał
Do finału wchodzi osoba, która zdobędzie najwięcej pieniędzy we wszystkich poprzednich rundach, nie wliczając w to wartości nagród rzeczowych. Pozostali uczestnicy wygrywają nagrody zdobyte w wygranych rundach i kończą grę. Finalista losuje z mniejszego koła 1 spośród 24 kopert z nagrodami. Po wylosowaniu koperty (której zawartość odkrywana jest na samym końcu) prowadzący wyjmuje ją i odkłada na bok. Następnie pojawia się hasło wraz z kategorią. Prowadzący podaje zestaw następujących liter: R, S, T, L, N, E. Gdy wyświetlają się na tablicy, gracz podaje swoje 3 spółgłoski (od 31 sierpnia 2020 w przypadku posiadania Złotej Karty – 4 spółgłoski) oraz 1 samogłoskę. Od momentu odsłonięcia ostatniej litery gracz ma 10 sekund na odgadnięcie hasła. Jeśli mu się uda, to wygrywa nagrodę wylosowaną w kopercie, jeśli zaś nie zgadnie hasła, to wychodzi ze studia z wygraną z poprzednich rund. Gracz nie zna wylosowanej nagrody przed odgadnięciem hasła – zawartość koperty zostaje odsłonięta po rozegraniu finału, również w przypadku, gdy hasło nie zostanie poprawnie rozwiązane. Kopertę finałową otwiera asystentka przy przygrywce RBandu; z rzadka robi to sam prowadzący.

### Główne nagrody

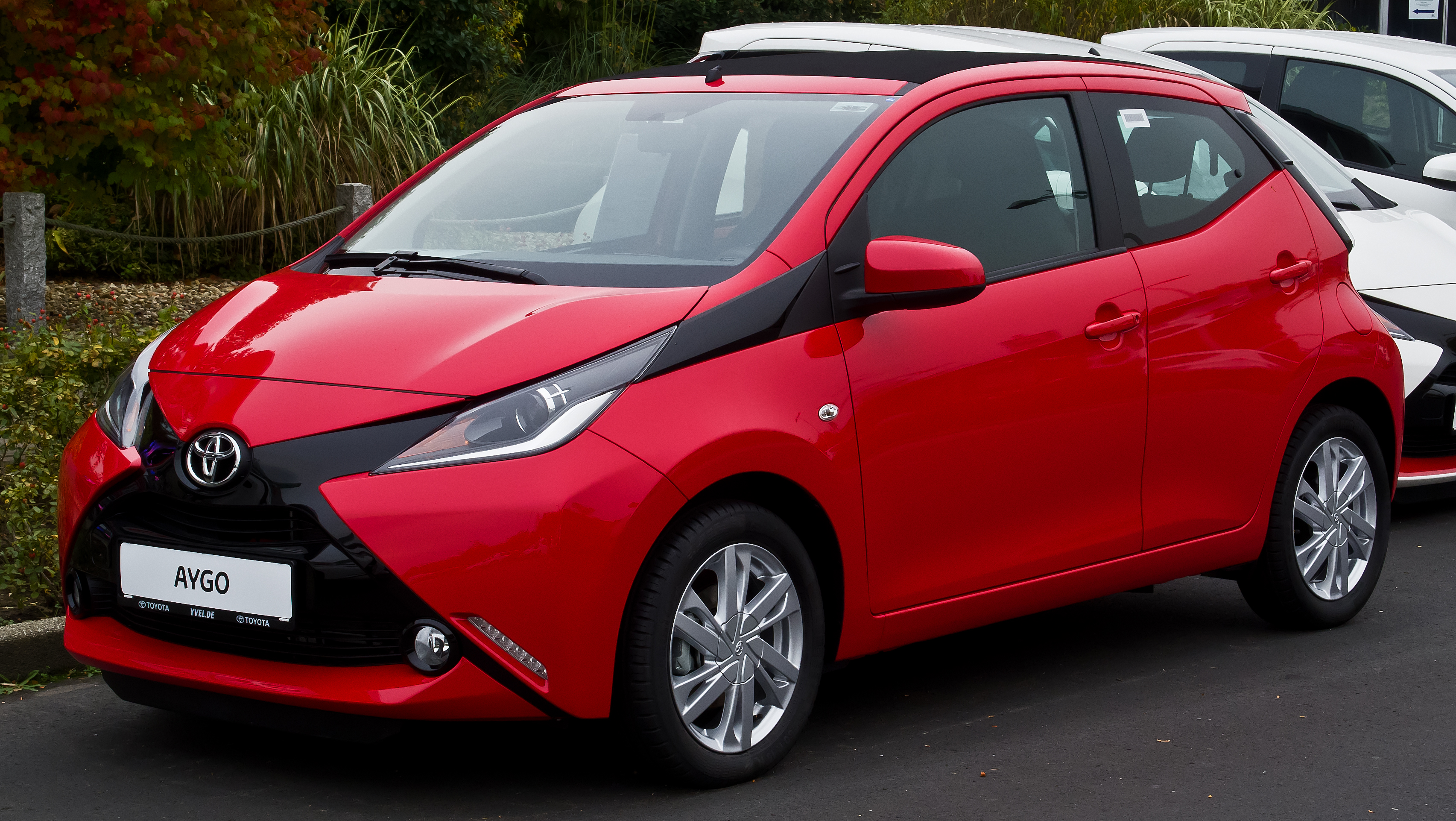
Toyota Aygo – dawna główna nagroda w teleturnieju (obok 50 000 złotych)

Od 11 stycznia 2020 nagrodą główną w teleturnieju jest 100 000 złotych. Pozostałymi nagrodami w finale są sumy pieniężne: 10 000, 15 000, 20 000, 25 000, 30 000, 35 000, 40 000, 45 000 oraz 50 000 złotych. Dawniej pojawiały się także 4000, 5000 i 8000 złotych oraz pobyt w luksusowym hotelu.
Do 10 stycznia 2020 główną nagrodą było 50 000 zł albo samochód Toyota Aygo.

### Pola na kole głównym

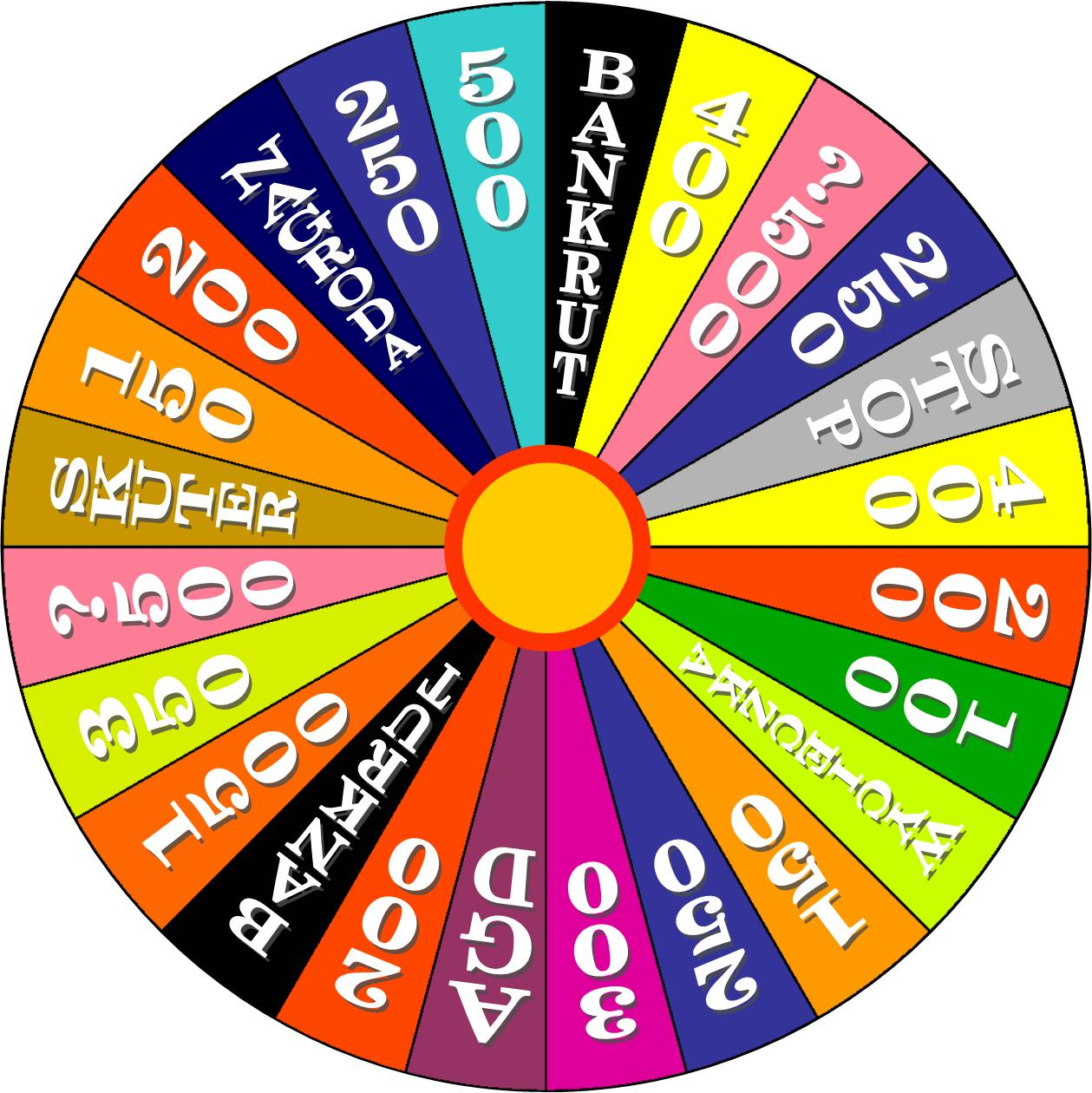
Styl koła (tutaj rundy trzeciej) z lat 2007–2009

- Kwoty pieniężne – pieniądze za odgadnięcie każdej spółgłoski. Wartości obowiązujące w tej odsłonie teleturnieju to (w PLN): 100 (dawniej), 150, 200, 250, 300, 350, 400, 500, 550, 600 (dawniej, nie od początku), 700 (nie od początku), 800 (nie od początku), 1000, 1500, 2000, 2500. Nie wszystkie te stawki pojawiają się w każdej rundzie (np. w sezonie 2020/2021 150 zł pojawiało się tylko w rundzie pierwszej, a 800 zł tylko w rundzie piątej; ponadto niektóre stawki widoczne są dopiero po zdjęciu któregoś pola specjalnego). Suma wszystkich wartości zwiększa się w kolejnych rundach klasycznych. Najwyższe stawki rundach klasycznych to kolejno: 1500, 1500 (dwukrotnie), 2500; początkowo były to: 1500, 2000, 2500.
- STOP – szare pole, po wylosowaniu którego gracz traci jedną kolejkę w grze, ruch przejmuje następny gracz (stojący po lewej stronie uczestnika – po prawej z punktu widzenia telewidza). W każdej rundzie jest jedno takie pole.
- BANKRUT – czarne pole, po którego wylosowaniu zawodnik traci wszystkie nagrody i pieniądze zdobyte w danej rundzie. Bankrut oznacza również utratę kolejki. Nie ma możliwości odzyskania straconych pieniędzy. W pierwszej rundzie klasycznej jest jedno takie pole (choć w niektórych odcinkach specjalnych nie ma ani jednego takiego pola), w kolejnych rundach klasycznych – dwa pola (z wyjątkiem odcinków sezonu 2020/2021 i kolejnego, w których w piątej rundzie jest jedno takie pole – nie licząc jednak kilku początkowych odcinków sezonu 2020/2021, kiedy na kole były dwa BANKRUTY oraz pole BANKRUT/3000/BANKRUT).
- NAGRODA i NIESPODZIANKA – pola z nagrodą rzeczową, m.in.: skórzaną galanterią, wokiem, zestawem kosmetyków, sprzętem AGD, zegarkiem szwajcarskim, programem antywirusowym, deskorolką elektryczną, sprzętem audio czy pobytem w SPA lub hotelu (przez weekend lub tydzień). Nagrody rzeczowe nie mnożą się przez liczbę spółgłosek w haśle. Na przestrzeni setek odcinków (i w zależności od rundy) ich liczebność waha się od dwóch do czterech egzemplarzy jednocześnie na kole.
- 500? – niepojawiające się w rundzie pierwszej dwustronne pole z niewiadomą, które występuje w dwóch egzemplarzach. Pod takim polem kryje się albo BANKRUT albo najwyższa kwota na całym kole[u]: 2000 złotych w drugiej rundzie klasycznej lub 5000 złotych[52] w trzeciej rundzie klasycznej (do czerwca 2020 w trzeciej rundzie klasycznej najwyższą stawką było 3000 złotych). Zawodnik może odkryć pole, które wylosował lub obstawić literę za 500 złotych, przy czym stawka ta nie jest mnożona (z wyjątkiem rundy ze stałą stawką tudzież ewentualnej rundy przyspieszonej – wtedy też nie można odsłonić danego pola). Kwoty pod niewiadomą również nie mnoży się przez liczbę spółgłosek w haśle. Po odkryciu jednego z tych pól, drugie pozostaje zasłonięte[v].
- BANKRUT/3000/BANKRUT (od 31 sierpnia 2020) – pojawiające się w rundzie piątej[52] pole podzielone na trzy strefy: środkową strefę z kwotą 3000 złotych (z możliwością mnożenia), a po obu jej stronach BANKRUT. W niektórych odcinkach występuje niezależnie od innych dwóch bankrutów, w niektórych zastępuje jedno takie pole.
- GRAJ DALEJ (od 31 sierpnia 2020) – odpowiednik pola Free Play z amerykańskiej wersji teleturnieju – pole pojawiające się we wszystkich rundach[52] (po jednym egzemplarzu, nie jest ono zdejmowane), po wylosowaniu którego zawodnik wybiera jedną z trzech opcji: podanie spółgłoski bez narażania się na utratę kolejki (wartej 500 zł razy liczba wystąpień w haśle), podanie darmowej samogłoski (również bez kary w przypadku nietrafienia) albo możliwość odgadnięcia hasła bez ryzykowania utraty kolejki.
- ZŁOTA KARTA (od 31 sierpnia 2020) – odpowiednik Dzikiej karty (Wild Card) z amerykańskiej wersji teleturnieju – pole pojawia się w rundzie pierwszej i zostaje na kole aż do zdobycia; po jego wylosowaniu zawodnik podaje spółgłoskę wartą 500 zł razy liczba wystąpień w haśle, a jeśli trafi literę, zdejmuje pole z koła i gra dalej. Uczestnik może zachować kartę, nawet jeśli nie wygra danej rundy[52], ale jeśli kiedykolwiek trafi na pole BANKRUT – traci ją. Zawodnik może użyć ZŁOTEJ KARTY po wylosowaniu pola z kwotą i podaniu prawidłowej spółgłoski – wtedy podaje drugą spółgłoskę za wylosowaną przed chwilą stawkę (jeśli nie trafi, to traci kolejkę); może ją także zatrzymać aż do finału[52] – wtedy umożliwi sobie wskazanie dodatkowej spółgłoski (oprócz zestawu RSTLNE, trzech spółgłosek i jednej samogłoski). Wyjątek: gracz może użyć ZŁOTEJ KARTY po wylosowaniu pola GRAJ DALEJ, o ile wybiera opcję bezpiecznego podania spółgłoski za mnożone 500 zł; wtedy też nie ryzykuje utraty kolejki w przypadku nietrafienia kolejnej spółgłoski.

## Zasady gry w latach 2007–2009
W tym okresie teleturniej podzielony był na 5 etapów gry: runda startowa, 1., 2., 3. i finał (opcjonalnie rozgrywano rundę przyspieszoną).
Runda startowa
W tej rundzie losowało się zawodnika, który jako pierwszy zakręci kołem. Po podaniu przez prowadzącego kategorii w haśle zaczynają pojawiać się litery. Kto jako pierwszy naciśnie przycisk na pulpicie i odgadnie hasło, ten rozpoczyna rundę 1. oraz dostaje upominek. Jeżeli hasło będzie błędne, to prawo do odpowiedzi ma zawodnik obok.
Rundy 1., 2., i 3.
W każdej rundzie jest jedno hasło do odgadnięcia. Wartości kwot na kole oraz nagrody rzeczowe są różne w zależności od rundy. Za wytypowanie spółgłoski, która znajduje się w haśle, gracz otrzymywał wylosowaną nagrodę lub kwotę pomnożoną przez wielokrotność występowania odgadniętej litery w haśle (nie dotyczy kwoty 10 000 zł) oraz prawo do obstawiania kolejnej litery. Aby wytypować samogłoskę, uczestnik musi zapłacić 200 złotych z dotychczas zebranych pieniędzy w rundzie. Jeżeli gracz obstawił literę, która nie występuje, kołem kręci następny w kolejności gracz. Zwycięzcą rundy zostaje ta osoba, która odgadła hasło. Nagrody zdobywa jedynie zwycięzca rundy. Wygrana pozostałych graczy w rundzie przepada. Jeśli odsłonięto wszystkie spółgłoski w haśle, ale zawodnik mający prawo odpowiedzi nie podał hasła, następny gracz kręci kołem, a samogłoski traktuje się jak dotychczas spółgłoski. Do finału wchodzi osoba, która zdobyła najwięcej pieniędzy, nie wliczając w to wartości nagród rzeczowych. Pozostali uczestnicy wygrywają nagrody zdobyte w wygranych rundach.
Sumy pieniężne występujące na kole: 0 (po odsłonięciu pola ?500), 100, 150, 200, 250, 300, 350, 400, 500, 750, 1000, 1500, 2000, 2500, 3000, 5000 (w 1. rundzie), 10 000 zł (w 2. rundzie na polu Bankrut/10 000/Bankrut i w 3. rundzie po odsłonięciu pola ?500). Pozostałe pola:
- W rundzie 1.: 2 × Bankrut, 1 × Stop, 2 × Wycieczka, 1 × Nagroda.
- W rundzie 2.: 1 × Bankrut, 1 × Sklep internetowy, 1 × Bankrut/10 000/Bankrut, 1 × Skuter
- W rundzie 3.: 1 × Nagroda, 2 × ?500

Runda przyspieszona
W chwili, gdy czas normalnej gry zostawał przekroczony, uruchamiany był tryb gry przyspieszonej, zastępujący trwającą rundę (przeważnie trzecią). Prowadzący losował na kole stałą stawkę, a zawodnicy bez kręcenia kołem odsłaniali litery hasła otrzymując wylosowaną stawkę. Po odsłonięciu liter zawodnik ma 5 sekund na odgadnięcie hasła. Gdy tego nie zrobił, kolejka przechodzi na kolejnego gracza. Ten, kto odgadł hasło, wygrywał rundę. Stała stawka była ustalana przez lewy czerwony wskaźnik.
Finał
Gracz losował z małego koła fortuny jedną spośród 24 kolorowych kopert z nagrodami. Nie było koperty pustej. Po wylosowaniu koperty uczestnik podawał ją prowadzącemu, a ten odkładał ją. Wtedy pojawiało się hasło i podana została kategoria hasła. Prowadzący podawał zestaw następujących liter: R, S, T, L, N, E. Gdy wyświetliły się na tablicy, gracz podawał swoje 3 spółgłoski oraz 1 samogłoskę. Po pojawieniu się ostatniej litery, gracz miał 10 sekund na to, by odgadnąć hasło. Jeśli się mu to udało wygrywał nagrodę wylosowaną w kopercie, jeśli zaś nie zgadł hasła, wychodził ze studia ze swoimi wygranymi z 1., 2. i 3 rundy. Kopertę finałową otwierał prowadzący lub uczestnik.

### Główne nagrody
Głównymi nagrodami były: 50 000 zł lub samochód osobowy (jako ostatni – Toyota Aygo). Pozostałymi nagrodami w finale są: sumy pieniężne, bądź kamery, wycieczki itp. Gracz nie zna dokładnie swojej nagrody przed odgadnięciem hasła – zawartość koperty zostaje odsłonięta po rozegranym finale, również w przypadku, gdy hasło nie zostanie odgadnięte.

### Pola na kole głównym
- Kwoty pieniężne – pieniądze za odgadnięcie każdej spółgłoski.
- STOP – szare pole, po którego wylosowaniu gracz traci jedną kolejkę w grze, ruch przejmuje następny gracz (stojącego po lewej stronie uczestnika – po prawej z punktu widzenia telewidza).
- BANKRUT – czarne pole, po którego wylosowaniu zawodnik traci wszystkie nagrody i pieniądze zdobyte w danej rundzie. Bankrut oznacza również utratę kolejki. Nie ma możliwości odzyskania straconych pieniędzy. Na kole mogą być dwa takie pola bądź jedno takie pole – w zależności od zasad w poszczególnych rundach.
- NAGRODA – pole z nagrodą rzeczową o różnej wartości, zależnie od odcinka oraz rundy.
W tych latach nagrody rzeczowe były szczegółowo opisywane na kole. Gracze mogli wylosować takie pola, jak:
  - WYCIECZKA – nagroda w postaci tygodniowej wycieczki dla dwóch osób. Mogła dotyczyć regionów Polski bądź wysp tropikalnych.
  - SKUTER – nagroda rzeczowa – skuter marki Zipp. Pole po raz pierwszy na kole pojawiło się w odcinku nadanym 4 grudnia 2008.
  - AGD – nagroda rzeczowa – artykuły gospodarstwa domowego o wartości 5000 złotych. To pole na kole pojawiało się od 4 lutego 2008 (odcinek 25. drugiej odsłony).
  - SKLEP INTERNETOWY (w odcinkach 1-24 drugiej odsłony – SKLEP) – talon o wartości 3000 złotych do wydania w internetowym sklepie Megapunkt. W 2007 roku reaktywowano na krótki czas Sklepik Koła fortuny, w którym gracz mógł zrobić zakupy za 3000 złotych po uprzednim wylosowaniu na kole pola z napisem SKLEP. Zakupów nie pokazywano telewidzom.
  - TELEWIZOR LCD – nagroda rzeczowa – telewizor LCD. To pole na kole pojawiało się od 4 lutego 2008.
  - SIEĆ RYBAKA – pole z nagrodą rzeczową, którą była sieć z różnymi upominkami (np. plecak, zegarek itp.). Na kole pojawiało się w pierwszych 11 odcinkach w 2007 roku.
- ?500 – dwustronne pole z niewiadomą, które występowało w dwóch egzemplarzach. Pod jednym z pól kryło się 10 000 zł (niemnożone przez liczbę odgadniętych spółgłosek), pod drugim zaś BANKRUT[u]. Zawodnik mógł odkryć pole, które wylosował lub potraktować je tak, jakby wylosował zwykłe 500 złotych. Po odkryciu jednego pola zdejmowano jednocześnie drugie, gdyż pola te były ze sobą skorelowane. Pojawiało się tylko w rundzie trzeciej.
- BANKRUT/10 000/BANKRUT – w rundzie drugiej na kole znajdowało się pole podzielone na trzy strefy: środkową strefę zajmowała kwota 10 000 złotych (niemnożona), a po obu jej stronach BANKRUT.

## Zasady gry w latach 1995–1998
Gra podzielona była na 5 etapów: rundę 1., 2., 3. i 4. oraz finał.
Pola występujące na kole: 25, 50, 75, 100, 125, 150, 175, 200, 225, 250, 275, 300, 325, 350, 375, 400, 425, 450, 475 zł oraz 500 (w rundzie 1.), 1400 (w rundzie 2.) i 2000 zł (w rundzie 3.). Pozostałe pola: 1 × Nagroda, 1 × Super premia (w 1. rundzie), 1 × Bankrut, 1 × Stop.
Rundy 1., 2. i 3.
Poza anteną losowano pierwszego uczestnika, który miał zakręcić kołem. Hasła dzieliły się na 9 kategorii: miejsce, przysłowie/powiedzenie, cytat, osoba, tytuł, rzecz, czynność, postać, miasto. Zlikwidowano Sklepik Koła fortuny oraz zakupy samogłosek – za samogłoski dostawało się pieniądze, jednak niemnożone przez liczbę występowania w haśle wybranej litery. Koło musiało wykonać przynajmniej jeden pełny obrót; w przeciwnym wypadku zawodnik tracił kolejkę. Zwycięzca rundy utrzymywał stan swojego konta, a zdobycze pieniężne jego przeciwników uszczuplano o połowę.
Runda 4.
Na początku każdy gracz podaje trzy dowolne spółgłoski, każda warta po 500 zł. Litery nie są odkrywane. Następnie uczestnicy zaczynają po kolei kręcić kołem. Gdy każdy wylosuje nagrodę, litery wybrane przez zawodników są odkrywane. Osoba, która trafiła na pole z najwyższą kwotą, odgaduje hasło – jeżeli jest prawidłowe, uczestnik od razu przechodzi do finału. Jeśli zawodnik nie zna hasła lub udzieli błędnej odpowiedzi, kolejka przechodzi do następnego zawodnika z najwyższą, uprzednio wylosowaną kwotą. Jeśli żaden gracz nie zna hasła, rozgrywana jest druga część rundy oparta na regułach etapu 4. z lat 1992–1995. Każda litera jest warta 500 zł. Kto odgadnie hasło, przechodzi do finału.
Finał
W finale zawodnik wybierał jedną z czterech kopert z dodatkową liczbą liter, jaką miał prawo podać (od 0 do 3 liter). Poza tym zawodnik podawał 3 spółgłoski i samogłoskę. Po odsłonięciu ostatniej litery zawodnik miał 15 sekund (w późniejszych odcinkach było to 10 sekund) na jedną próbę odgadnięcia hasła. Jeśli było prawidłowe, wygrywał nagrodę oraz sumę, którą uzbierał wcześniej. Nagrodą gwarantowaną (taką, którą zawodnik otrzymywał przy niepowodzeniu w finale) była połowa zdobytych wcześniej pieniędzy i ugrane nagrody rzeczowe.

### Główne nagrody
W tym okresie na początku można było wygrać samochód, później jedną z nagród rzeczowych, np. garnki o wartości 10 000 złotych. Nie obowiązywała redukcja pieniężna – zwycięzca zachowywał wszystkie wygrane w poprzednich rundach pieniądze.

### Pola na kole głównym
- Kwoty pieniężne – pieniądze za odgadnięcie każdej spółgłoski.
- STOP – pole, po którego wylosowaniu gracz traci kolejkę, ruch przejmuje następny gracz (stojącego po lewej stronie uczestnika – po prawej z punktu widzenia telewidza).
- BANKRUT – bordowe pole, po którego wylosowaniu zawodnik traci wszystkie nagrody i pieniądze zdobyte w danej rundzie lub całej grze (zależne od zasad w poszczególnych latach). Bankrut oznacza również utratę kolejki. Nie ma możliwości odzyskania straconych pieniędzy. W każdej rundzie jest tylko jedno takie pole.
- NAGRODA – pole z nagrodą rzeczową o różnej wartości, zależnie od odcinka oraz rundy. Nagrody rzeczowe nie mnożą się przez liczbę spółgłosek w haśle.
- PREMIA – po wylosowaniu tego pola gracz otrzymywał „zieloną kartę”, która umożliwiała mu dalszą grę w razie wylosowania pola STOP.
- SUPER PREMIA – pole, po którego wylosowaniu gracz miał prawo podać trzy spółgłoski zamiast jednej (każda z nich warta 500 zł razy liczba wystąpień w haśle). Występowało w latach 1996–1998.

Style koła pierwszej odsłony teleturnieju
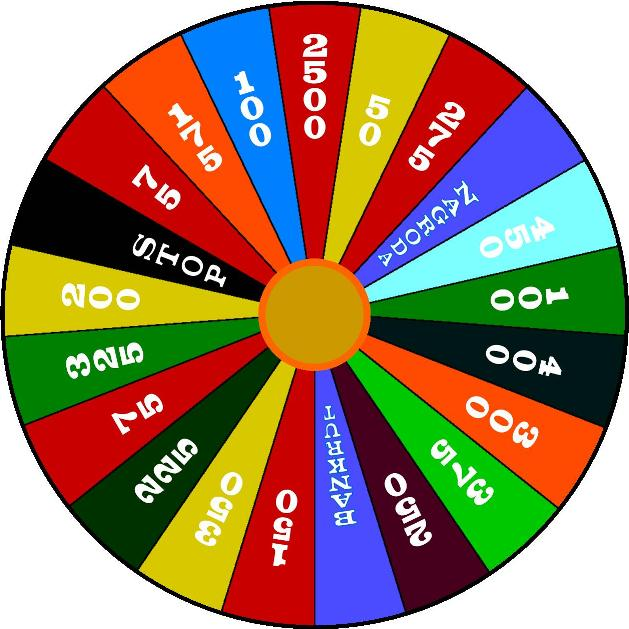
Styl koła z lat 1995–1996 z wartościami po denominacji złotego. Stawki rundy czwartej
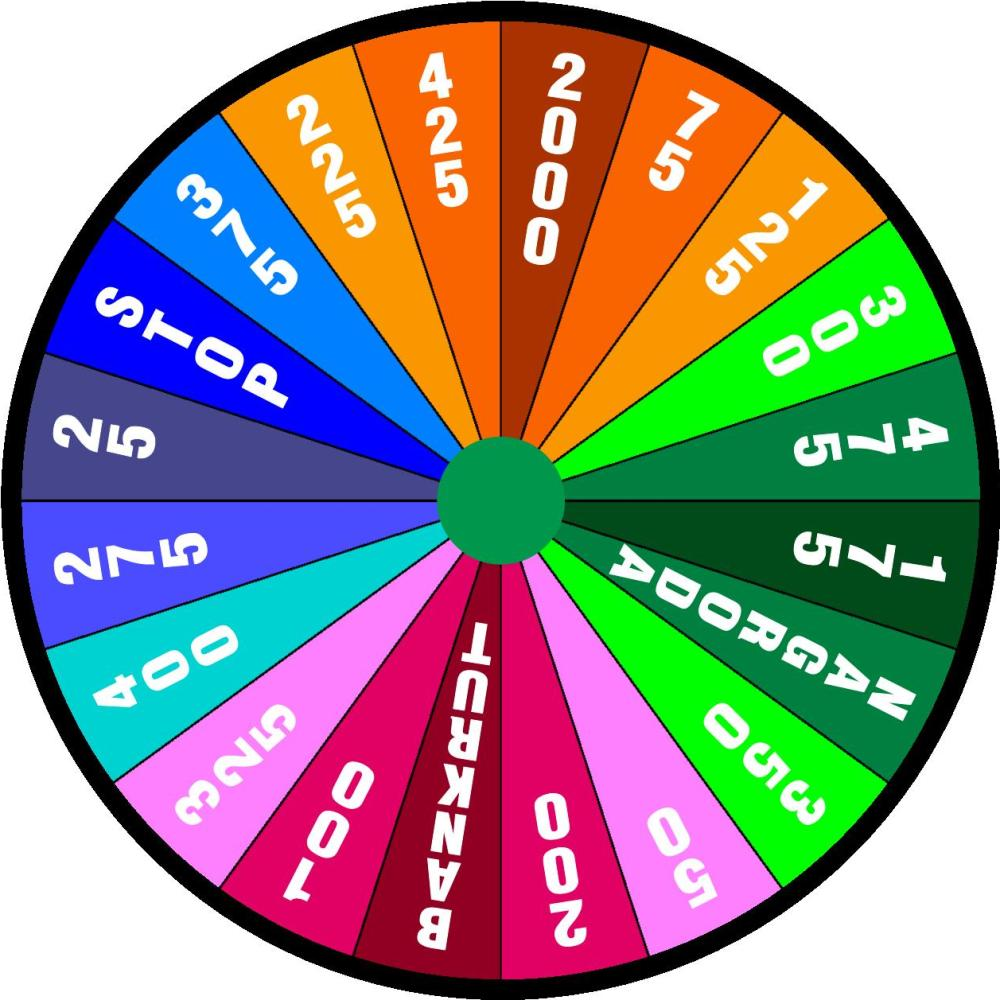
Styl koła ze zmniejszoną o jeden liczbą pól. Redukcja pozwoliła na zastosowanie innego, bardziej logicznego, rozmieszczenia kolorów. Wartości rundy trzeciej

## Zasady gry w latach 1992–1995

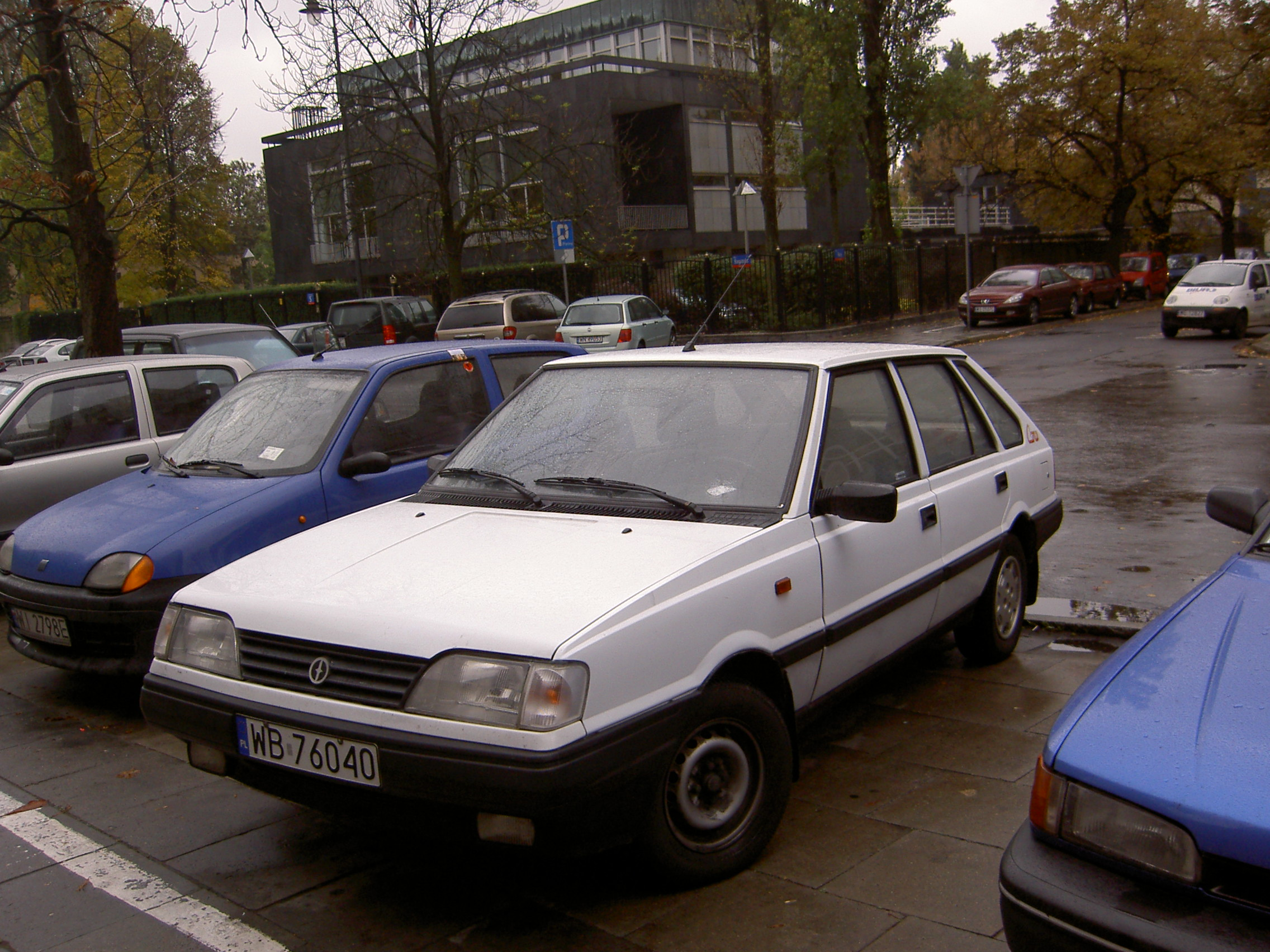
Polonez Caro – jedna z głównych nagród w latach 1992–1995

Gra podzielona była na 5 etapów: rundę 1., 2., 3. i 4. oraz finał.
Pola występujące na kole (w PLZ): 500 000, 2 × 750 000, 2 × 1 000 000, 1 500 000, 1 750 000, 2 000 000, 2 250 000, 2 500 000, 2 750 000, 3 000 000, 3 250 000, 3 500 000, 3 750 000, 4 000 000, 4 500 000 oraz 5 000 000 (w 1. rundzie), 12 500 000 (w 2. rundzie), 17 500 000 (w 3. rundzie) i 25 000 000 (w 4. rundzie). Pozostałe pola: 1 × Nagroda (lub Niespodzianka), 1 × Bankrut (po wylosowaniu gracz tracił wszystkie nagrody zebrane w teleturnieju), 1 × Stop (lub Strata kolejki). Łącznie było 21 pól. Kwoty były tak ogromne z powodu hiperinflacji.
Runda 1., 2., 3.

Poza anteną losowało się pierwszego uczestnika, który miał zakręcić kołem. Hasła dzieliły się na 9 kategorii: miejsce, przysłowie/powiedzenie, cytat, osoba, tytuł, rzecz, czynność, postać, miasto (od 1994). Po rozegranej rundzie, jej zwycięzca przechodził do Sklepiku Koła fortuny, w którym za uzbierane w danym etapie gry pieniądze kupował nagrody rzeczowe. Po rozegraniu trzech etapów, uczestnicy przechodzili do rundy 4.
Runda 4.

Prowadzący losował na kole stałą stawkę, a zawodnicy bez kręcenia kołem odsłaniali litery hasła otrzymując wylosowane kwoty. Po odsłonięciu liter zawodnik miał 5 sekund na odgadnięcie hasła. Gdy tego nie zrobił, kolejka przechodziła na kolejnego gracza. Ten, kto odgadł hasło przechodził do finału. Pozostali zawodnicy tracili wszystkie rzeczy zakupione w Sklepiku oraz sumy pieniężne z 1., 2. i 3. rundy, zachowywali natomiast nagrody rzeczowe wylosowane na kole. Nagroda pocieszenia dla każdego uczestnika wynosiła 1 000 000 PLZ albo jeden z upominków typu: gra planszowa, encyklopedie, zestaw sztućców. Zasady w tej rundzie były identyczne z regułami obowiązującymi w następnych edycjach podczas rundy przyspieszonej. 
Finał

W finale zawodnik wybierał jedną z czterech kopert z zestawami liter – trzema spółgłoskami i jedną samogłoską (w pierwszych odcinkach było to 5 spółgłosek). Po ich odsłonięciu na tablicy zawodnik podawał swoje litery – 3 spółgłoski i samogłoskę, czas na ich podanie wynosił 5 sekund. Po odsłonięciu ostatniej litery zawodnik miał 15 sekund (10 sekund w pierwszych odcinkach) na jedną próbę odgadnięcia hasła. Jeśli je odgadł, wygrywał samochód, 10% sumy, którą uzbierał wcześniej oraz nagrody rzeczowe z koła fortuny.

### Główne nagrody
Główną nagrodą za odgadnięcie hasła finałowego był jeden z samochodów: Polonez Caro, BMW, Renault Clio, Fiat Cinquecento, czy Maruti 800. Gracz, wygrywając nagrodę, tracił wszystkie rzeczy zakupione w Sklepiku. Prócz auta, dostawał też pieniądze z poprzednich rund, zredukowane do 10%, oraz nagrody z pola Nagroda.

### Pola na kole głównym
- Kwoty pieniężne – pieniądze za odgadnięcie każdej spółgłoski.
- STOP (początkowo STRATA KOLEJKI) – pole, po którego wylosowaniu gracz traci kolejkę, ruch przejmuje następny gracz (stojącego po lewej stronie uczestnika – po prawej z punktu widzenia telewidza).
- BANKRUT – czarne pole, później niebieskie, po którego wylosowaniu zawodnik traci wszystkie nagrody i pieniądze zdobyte w danej rundzie lub całej grze (zależne od zasad w poszczególnych latach). Bankrut oznacza również utratę kolejki. Nie ma możliwości odzyskania straconych pieniędzy. W każdej rundzie jest tylko jedno takie pole.
- NAGRODA (początkowo NIESPODZIANKA) – pole z nagrodą rzeczową o różnej wartości, zależnie od odcinka oraz rundy. Nagrody rzeczowe nie mnożą się przez liczbę spółgłosek w haśle.
- PREMIA – po wylosowaniu tego pola gracz otrzymywał „zieloną kartę”, która umożliwiała mu dalszą grę w razie wylosowania pola STOP.

Style koła pierwszej odsłony teleturnieju
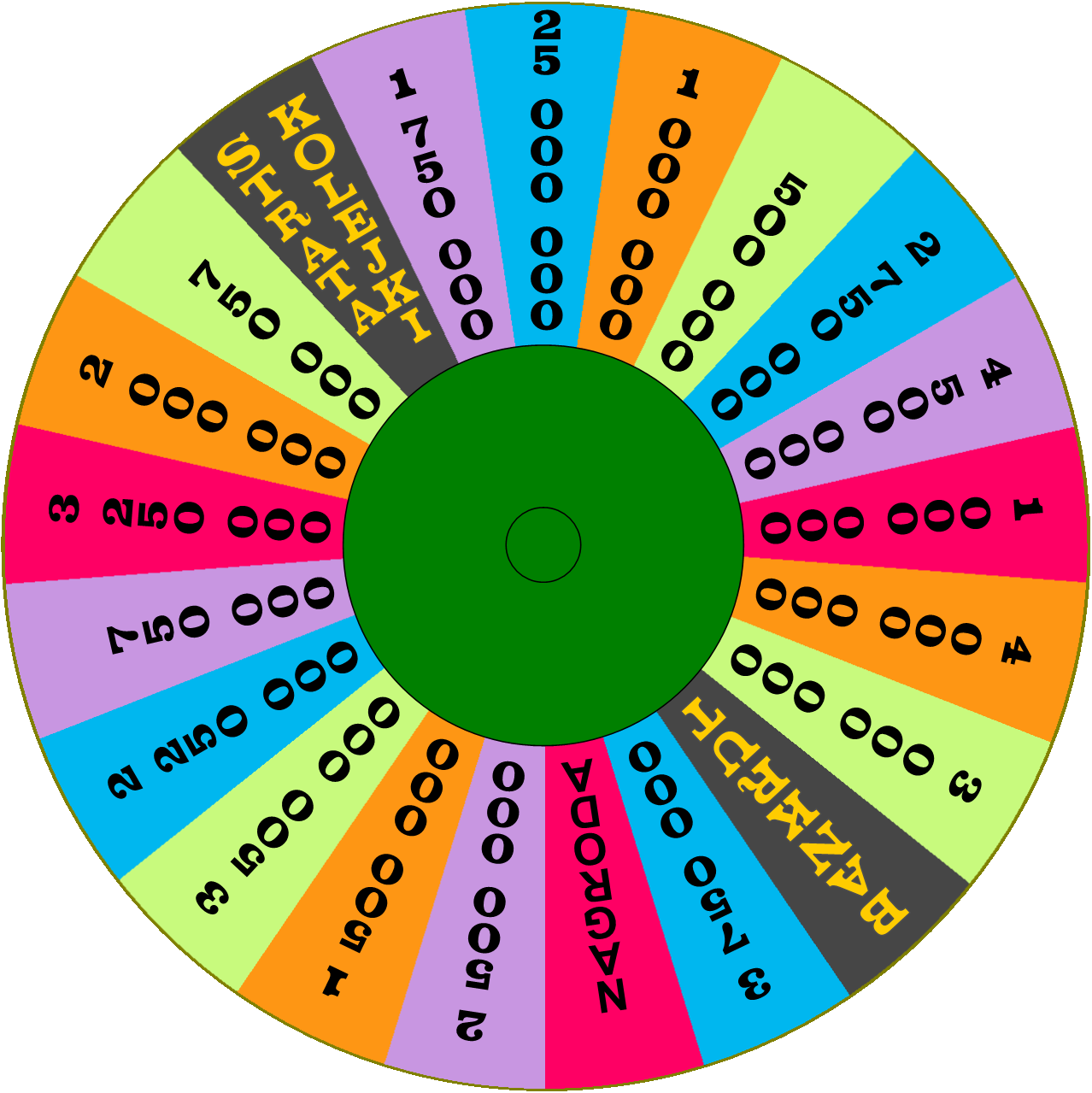
Pierwszy styl koła – obowiązujący do początków roku 1993. Na grafice wartości rundy czwartej
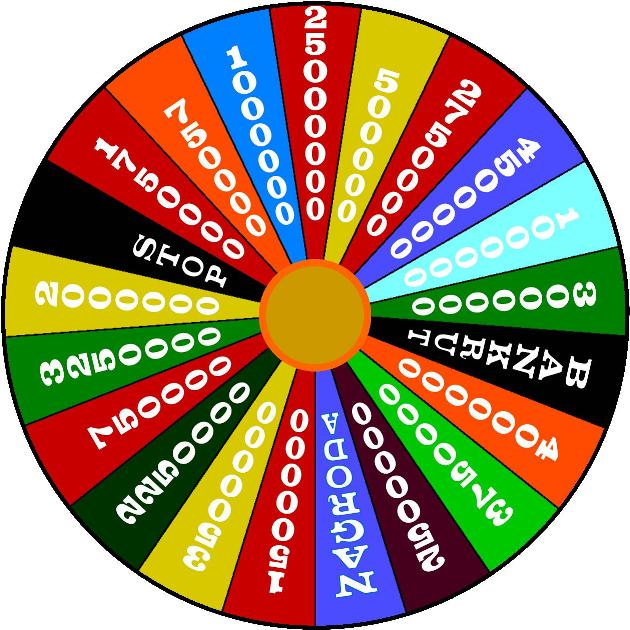
Styl z lat 1993–1995. Wartości rundy czwartej

## Muzyka
Autorem muzyki do pierwszej czołówki jest Wojciech Konikiewicz, drugiej – Marek Biliński (utwór pt. Radosfera), trzeciej (2007–2009) – Adam Sztaba, a czwartej (od 2017) – zespół RBand.
W latach 1992–1998 dźwięk przy odgadnięciu hasła wykorzystano z gry Super Mario Bros. W grze ten dźwięk można było usłyszeć przy zdobyciu przez Mario przedmiotu power-up.

## Produkcja
Producent wykonawczy
Producentami wykonawczymi programu byli kolejno: Uni Vision (1992–1998), Telewizja Polska (2007–2009, od 2017) i ATM Grupa (2017–2020). Przy produkcji zaangażowani są również właściciele praw do międzynarodowego formatu – Sony Pictures Television i CBS Studios International. W napisach końcowych pojawia się logo CBS Studios International, ponieważ ta firma jest wyłącznym międzynarodowym dystrybutorem formatu.
Studio nagrań
W latach 2007–2009 nagrania odbywały się we wrocławskim ośrodku TVP przy ulicy Karkonoskiej 8.
W latach 2017–2024 nagrania realizowano w studiu ATM przy ulicy Wał Miedzeszyński 384 w Warszawie; w roku 2025 miejsce nagrań przeniesiono do studia należącego do Telewizji Polskiej, zlokalizowanego przy ulicy Woronicza w Warszawie.
Publiczność
Do 2020 roku teleturniej realizowano z udziałem publiczności w studiu. Ze względu na pandemię COVID-19 w odcinkach z maja i czerwca 2020 roku publiczność nie znajdowała się w studiu w czasie nagrań. W kolejnych latach widownia nie powróciła do studia. W związku z jej nieobecnością zatokę dla RBandu przeniesiono w miejsce, w którym początkowo stał samochód.

### Rekrutacja do programu
1992–1998
Osoba chętna do zgłoszenia się do teleturnieju musiała wysłać kartkę pocztową do siedziby Uni Vision – producenta Koła fortuny. Po kilku dniach chętny otrzymywał test eliminacyjny, w którym zawarto punkty sprawdzające iloraz inteligencji wypełniającego. Po wypełnieniu testu należało go odesłać z powrotem. Osoby wylosowane spośród tych z najwyższym wynikiem (testy sprawdzali zatrudnieni psycholodzy) zapraszano do teleturnieju.
2007–2009
Co około pół roku w siedzibie Telewizji Polskiej, najczęściej w Warszawie, organizowano eliminacje. W ich trakcie przeprowadzano test składający się z dwóch krzyżówek dotyczących kraju i świata. Czas na ich rozwiązanie wynosił 20 minut. Następnie odbywały się rozmowa kwalifikacyjna, w czasie której chętny opowiadał o sobie psychologowi oraz zdjęcia chętnych do wzięcia udziału w teleturnieju. Pracownik Telewizji Polskiej dzwonił do wybranych osób z wiadomością o udanych eliminacjach.
Od 2017
Chęć wzięcia udziału w programie należy wyrazić drogą mejlową. Produkcja może odpowiedzieć zaproszeniem na eliminacje. W większości przypadków spotkanie polega na odgadywaniu haseł na czas, kręceniu próbnym kołem oraz prezentacji przed kamerą.

## Cytaty i odniesienia do teleturnieju
W serialu Graczykowie Paweł Wawrzecki, były gospodarz teleturnieju, grając rolę Romka Bułkowskiego groził Graczykowi podczas kłótni: To nie jest »Koło fortuny«, żeby hasła odgadywać i nagrody sobie zgarniać!.
Teleturniej został sparodiowany przez Wojciecha Manna oraz Krzysztofa Maternę w skeczu Krąg obfitości z cyklu Za chwilę dalszy ciąg programu.
W filmie Shrek 2 nazwa teleturnieju została sparodiowana jako Koło tortury.

### Zwroty używane w programie
Wojciech Pijanowski, prowadząc pierwszą wersję teleturnieju używał powiedzenia Magda, pocałuj Pana! w stosunku do jego asystentki, Magdy Masny, prosząc ją o złożenie gratulacji finaliście w postaci pocałunku. Powiedzenie dokładnie brzmiało: Magda obiecała, że Pana ucałuje – bardzo Pana polubiła, zwracając się do finalisty – Antoniego Zenona L., na co Magda Masny odrzekła: Nie wiem, co na to Pani Lila powie, całując go jednak. W edycji z lat 2007–2009, tak samo jak Pijanowski, powiedzenia używał Krzysztof Tyniec, zwracając się do Marty Lewandowskiej. To powiedzenie, jak i inne typu: Magda, pokaż Panu, Magda, pokaż Panu w samochodzie, A teraz Magda odsłoni cztery litery weszły do życia codziennego Polaków.

## Franczyza i promocja
W roku 1993 Uni Vision, główny producent Koła fortuny w latach 90., wydało książkę „Zagadki Koła fortuny”, która zawierała test eliminacyjny, zasady i regulamin teleturnieju, wskazówki dla występujących, częstotliwości występowania liter w hasłach oraz kilkaset haseł do odgadywania. Wyszła ona spod ręki Wojciecha Pijanowskiego. W publikacji można było znaleźć konkurs, w którym nagrodą był Polonez. 
W 1995 wydano grę planszową „Koło fortuny”. Zawierała koło, tablicę, literki, banknoty i żetony. Wyprodukowała ją firma Milton Bradley.